# San Sebastián-i repülőtér
A San Sebastián-i repülőtér (IATA: EAS, ICAO: LESO) Spanyolország egyik belföldi repülőtere, amely Donostia-San Sebastián közelében található. Éves utasforgalma 383 584 fő (2022).

## Futópályák
A repülőtér futópályái:
- 05/23 (1754 m, aszfalt)

## Forgalom
Az utasforgalom az elmúlt években az alábbi módon változott:
| Utasok száma | 283 843 | 308 775 | 466 457 | 315 294 | 248 050 | 245 422 | 264 422 | 289 444 | 83 869 | 383 584 |
|              | 2003    | 2005    | 2007    | 2009    | 2011    | 2014    | 2016    | 2018    | 2020   | 2022    |

## Légitársaságok és úticélok
| Légitársaság    | Célállomások |
| --------------- | ------------ |
| Iberia Regional | Madrid       |
| Vueling         | Barcelona    |